# Anna Alminova
Anna Aleksandrovna Alminova (ryska: Анна Александровна Альминова), född 17 januari 1985 i Kirov i Ryska SFSR i Sovjetunionen, är en rysk före detta friidrottare som tävlade i medeldistanslöpning.
Alminas genombrott kom när hon blev silvermedaljör på 1 500 meter vid junior-VM 2004. Hon deltog vid olympiska sommarspelen 2008 där hon tog sig vidare till finalen men slutade först på en elfte plats. Vid inomhus-EM 2009 vann hon guld på 1 500 meter på tiden 4.07,76. Efter att ha testat positivt för doping ströks hennes resultat från 2009 och framåt.

## Personliga rekord
- 800 meter - 1.59,90. Satt i Tula, 19 juni 2007.
- 1 500 meter - 4.02,02. Satt i Kazan, 20 juli 2008.